# Pseudohemiodon lamina
Pseudohemiodon lamina är en fiskart som först beskrevs av Günther, 1868.  Pseudohemiodon lamina ingår i släktet Pseudohemiodon och familjen Loricariidae. Inga underarter finns listade i Catalogue of Life.